# José Lins do Rego
José Lins do Rego Cavalcanti (Pilar, 3 luglio 1901 – Rio de Janeiro, 12 settembre 1957) è stato uno scrittore e sceneggiatore brasiliano, noto soprattutto per il ciclo di romanzi semi-autobiografici detto "della canna da zucchero".
Da tali romanzi sono state anche tratte le sceneggiature di alcuni lungometraggi.
L' Academia Brasileira de Letras evidenzia come diversi dei suoi lavori siano stati tradotti in varie lingue come tedesco, spagnolo, italiano, francese, portoghese e coreano.

## Biografia

### Infanzia
Nacque a Engenho Corredor, un quartiere paraibano di Pilar, da João do Rego Cavalcanti e da Amélia Lins Cavalcanti (morta per colpa della schizofrenia del marito). I suoi genitori venivano da famiglie famose di latifondiari, come i Cavalcanti (di origine fiorentina, che rimonta le sue origini da Filippo Cavalcanti che lascia Firenze per trasferirsi in Brasile verso il 1560) e i Lins (di origini tedesche e olandesi). Studiò presso il Colégio di Itabaiana, nell'Istituto N.S. di Carmo e nel Colégio Diocesano di Pio X nell'allora città di Paraíba, ora nota come João Pessoa. Successivamente studiò nel Colégio Carneiro Leão e Osvaldo Cruz, a Recife. È da questo momento che cominciano a notarsi le sue inclinazioni letterarie. È del 1916, ad esempio, il primo contatto, a 15 anni, con O Ateneu di Raul Pompeia. Nel 1918, all'età di 17 anni, José Lins conobbe Machado de Assis, autore di Dom Casmurro. Dall'infanzia porta con sé tutte le tradizioni della sua terra, che sono passate di generazione in generazioni, del mondo rurale della terra del Nordest, in particolare dei campi di zucchero.

### Giovinezza ed inizio della carriera letteraria
A João Pessoa fece gli studi secondari, mentre nel 1920, si immatricolò nell'università di Recife, facoltà di Diritto. In quel periodo, oltre a collaborare con il Giornale di Recife, fece amicizia con Gilberto Freyre, dal quale fu molto influenzato e nel 1922 fondò il settimanale Don Casmurro.
Si laureò nel 1923. Durante il corso, ampliò i suoi contatti con i letterari pernambucani, conoscendo anche José Américo de Almeida, Osório Borba, Luís Delgado, Aníbal Fernandes, e altri. Gilberto Freyra, tornando nel 1923 da una lunga stagione di studi universitari dagli Stati Uniti, marcò una nuova fase di influenze nel giovane José specialmente per quanto riguarda le nuove idee sulla formazione sociale brasiliana.
Entrò nel Ministero Pubblico come promotore a Manhuaçu nel 1925, dove nel frattempo trovò casa. Si sposò nel 1924 con Filomena (detta Naná) Masa Lins do Rego, e si trasferì nel 1926 a Alagoas, dove cominciò ad esercitare funzioni di banchiere fino al 1930. A Maceió tornò a collaborare con il Giornale di Alagoas e iniziò a far parte del gruppo di Graciliano Ramos, Rachel de Queiroz, Aurélio Buarque de Holanda, Jorge de Lima, Valdemar Cavalcanti, Aloísio Branco, Carlos Paurílio e altri. Fu in questo periodo che pubblicò il suo primo libro "Menino de engenho" (1932), che si rivelerà di fondamentale importanza per il romanzo moderno brasiliano. Oltre agli elogi della critica, soprattutto da João Ribeiro, i libro vinse il Premio della Fondazione Graça Aranha. Nel 1933 pubblicò Doidinho, il secondo libro del "Ciclo da Cana-de-Açúcar" (Il ciclo della canna da zucchero). Perciò il mondo rurale del Nordest, ispirò molto l'opera dell'autore.

### Profili dell'opera e indirizzo letterario
Grazie al circolo di amicizie intellettuali a Maceió, pubblicò altri libri come Bangue (1934). Da questo momento l'opera di José Lins non conoscerà più interruzioni: pubblicherà romanzi, memoriali, libri di viaggio, di conferenze e cronache e "Histórias da Velha Totônia", suo unico libro per un pubblico infantile, pubblicato nel 1936.
Nel 1935 si trasferì a Rio de Janeiro. Uomo attivo, partecipò alla vita sociale e culturale del suo tempo. Gli piaceva molto conversare, ed in particolare era un appassionato di calcio, o meglio del Flamengo. I suoi libri furono spunto per il cinema e tradotti in numerose lingue.

### Morte
José Lins morì nel 1957. È sepolto al Cimitero di San Giovanni Battista a Rio De Janeiro.

## Opere

### Narrativa
- Menino de engenho (1932)
- Doidinho (1933)
- Bangüê (1934)
- O Moleque Ricardo (1935)
- Usina (1936)
- Pureza (1937)
- Pedra bonita (1938)
- Riacho doce (1939)
- Água-mãe (1941)
- Fogo morto (1943)
- Eurídice (1947)
- Cangaceiros (1953)
- Histórias da velha Totonha (1936)
- Dias idos e vividos (1981), antologia

### Saggi
- Gordos e magros (1942)
- Poesia e vida (1945)
- Homens, seres e coisas (1952)
- A casa e o homem (1954)
- Presença do Nordeste na literatura brasileira (1957)
- O vulcão e a fonte (1958)

## Filmografia tratta dai suoi romanzi
- Pureza, di Chianca de Garcia (1940)
- Menino de Engenho, di Valter Lima (1965)
- Fogo morto, di Marcos Farias (1976)
- Il paradiso del male -  telenovela (1990)
- Bela Donna, di Fabio Barreto (1998)